# Карпов, Михаил Иванович
Михаил Иванович Карпов (24 апреля 1944, Мурманск — 23 апреля 2025) — советский физик, доктор технических наук, профессор, член-корреспондент РАН. Лауреат государственной премии СССР. Заведующий лабораторией материаловедения ИФТТ РАН.

## Биография
Родился 24 апреля 1944 года в городе Мурманск.
В 1967 году окончил физико-химический факультет Московского института стали и сплавов по специальности «Физика металлов». В 1970 года в этом же институте закончил очную аспирантуру по Кафедре прокатного и трубного производства.
В 1970 году — сотрудник Института физики твердого тела РАН в городе Черноголовка.
В 1970 году защитил кандидатскую диссертацию по специальности «Обработка металлов давлением».
В 1989 году защитил докторскую диссертацию по специальности «Металловедение и термическая обработка».
С 1993 года — профессор по специальности «Металловедение и термическая обработка».
В 2008 году избран членом-корреспондентом РАН по Отделению нанотехнологий и информационных технологий РАН (специальность «Нанотехнологии»).
Заведовал Лабораторией материаловедения ИФТТ РАН.
Умер 23 апреля 2025 года, не дожив 1 день до 81 года. Похоронен на Макаровском кладбище (село Макарово, городской округ Черноголовка, Московская обл.).

## Научная деятельность
Основное направление научной деятельности материаловедение и технология тугоплавких металлов и сплавов, сталей, многослойных композиционных материалов.

## Научные труды
Автор и соавтор 114 научных работ из них 33 авторских свидетельств на изобретения.

## Общественная деятельность
Был
- Членом редколлегии журнала: «International Journal of Refractory Metals & Hard Materials»[2].
- Заместителем главного редактора журнала «Деформация и разрушение материалов»[2].
- Председателем секции «Наноматериалы и нанотехнологии» в Научном совете по физике конденсированных сред Отделения физических наук РАН[2].
- Членом докторского диссертационного совета при Московском институте стали сплавов (технологический университет)[2].

## Награды и премии
- Государственная премия СССР[1].